# Josef Pöttinger
Josef Pöttinger (16 aprile 1903 – 9 settembre 1970) è stato un calciatore e allenatore di calcio tedesco, di ruolo attaccante.